# K型主系列星
K型主系列星 (Kがたしゅけいれつせい、英: K-type main-sequence star) は、スペクトル型がK、光度階級がVの、核で水素の核融合反応を起こしている主系列星である。橙色矮星 (とうしょくわいせい) とも呼ばれる。
K型主系列星は、赤色矮星 (M型主系列星) とG型主系列星の中間のサイズを持つ。太陽の0.5倍から0.8倍の質量を持ち、表面温度は 3900 K から 5200 K の間である。太陽近傍では、10万立方パーセク (一辺がおよそ150光年の立方体に相当する体積) あたり約100個の密度で存在し、主系列星の約 13% を占める。これらの恒星は、地球外生命の探査対象として特に興味深い存在である。
太陽近傍にあるK型主系列星の代表例として、ケンタウルス座α星B (K1V) やインディアン座ε星 (K5V)、エリダヌス座ε星 (K2V) が挙げられる。

## スペクトル標準星
ハロルド・レスター・ジョンソンとウィリアム・ウィルソン・モーガンによる1953年の改定されたスペクトル分類では、12個の恒星がK型矮星 (主系列星) のスペクトル標準星としてリストアップされたが、これらの全てが現在までスペクトルの標準星として生き残っているわけではない。MK分類において "anchor points" として挙げられたK型主系列星、つまり現在までK型星の定義として変わらず用いられ続けている恒星には、りゅう座σ星 (K0V)、エリダヌス座ε星 (K2V)、はくちょう座61番星A (K5V) がある。
MK分類でのその他の主要なスペクトル標準星には、へびつかい座70番星A (K0V)、うお座107番星 (K1V)、グリーゼ892 (K3V)、みなみのうお座TW星 (もしくはフォーマルハウトB、K4V)、グリーゼ529 (K6V)、はくちょう座61番星B (K7V) などがある。
いくつかの文献での例に基づくと、多くの天文学者は K7V と M0V と隣り合った分類であると考慮しており、K8 と K9 の分類は滅多に見られない。HIP 111288 (K8V) や HIP 3261 (K9V) などのような少数の例が定義されて用いられている。

## 太陽系外惑星

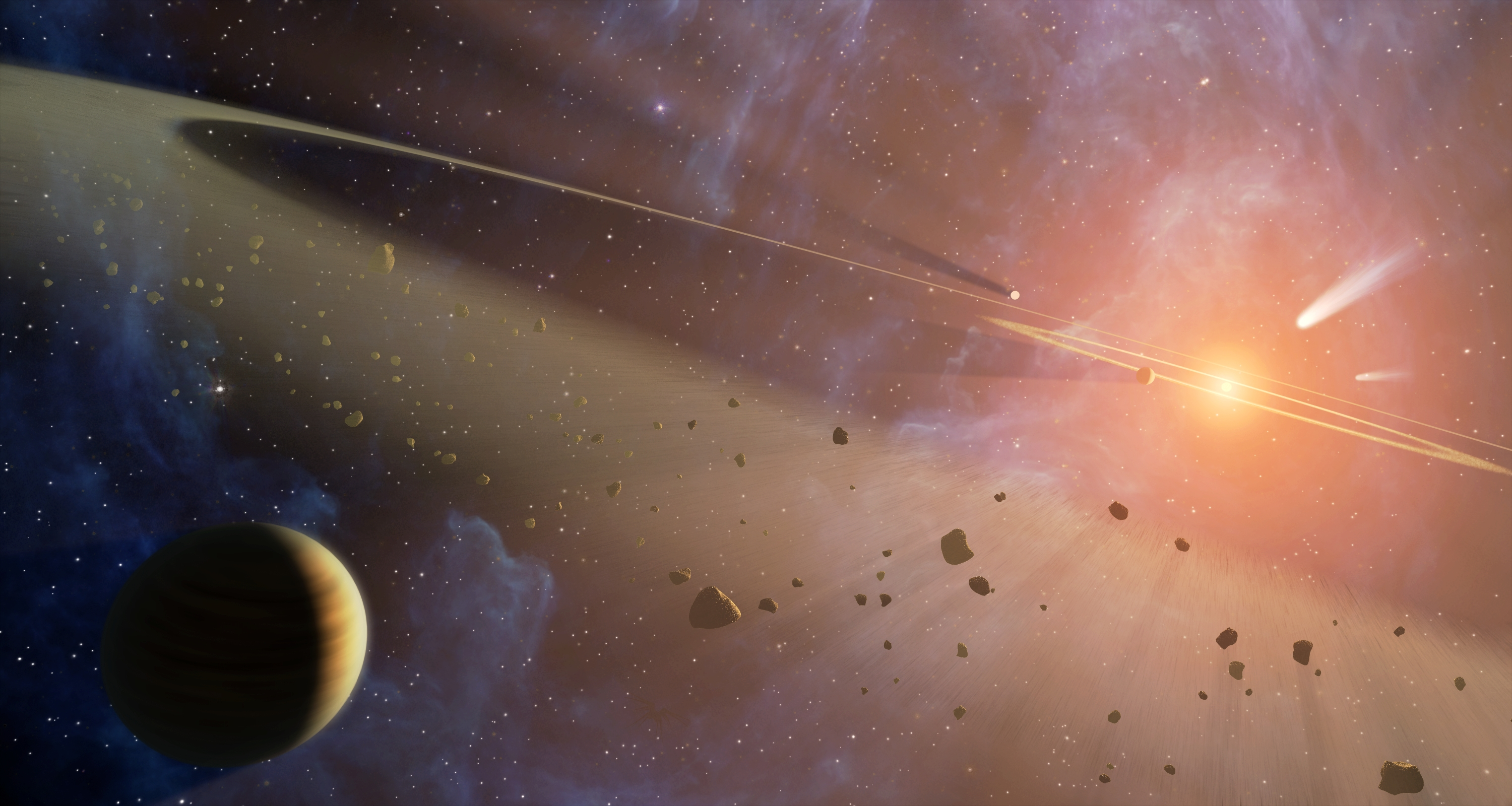
エリダヌス座ε星系の想像図。

K型主系列星は質量が小さく天体中心部での核融合の速度が穏やかなため、寿命は約200億-1000億年と長く (太陽の寿命は約100億-120億年)、太陽よりも長期間にわたって安定した主系列星段階にとどまる。これは恒星の周囲の惑星系に誕生しうる生命にとって進化の猶予時間が長くなることを意味し、K型主系列星は地球外生命探査の対象として高い関心を集めている。これは赤色矮星も同様である。さらに、K型星は太陽のようなG型星と比べて紫外線の放射が弱い。紫外線は DNA を傷付けるため、核酸を基礎とした生命の発生を阻害する可能性がある。
また、K型主系列星はG型主系列星よりもおよそ3倍から4倍多く存在するため、惑星の探査がより容易となる。M型主系列星 (赤色矮星) も非常に豊富に存在するが、これらの周囲のハビタブルゾーン内にある惑星は自転と公転が潮汐固定されている可能性が高く、また岩石惑星により影響を与えうる恒星フレアを起こしやすいため、生命が発達するにはより厳しい環境となる。赤色矮星よりも高温であるため、K型主系列星のハビタブルゾーンは赤色矮星の周りよりも遠方となる。
これらの理由により、K型主系列星は太陽系外惑星や地球外生命の探査対象として最も適していると考えられる。
いくつかの非常に近傍にあるK型星、例えばエリダヌス座ε星、HD 192310、グリーゼ86、うお座54番星の周りには惑星が発見されている。